# Ca's Potecari
Ca’s Potecari es una finca situada en Génova (Palma de Mallorca, España) adquirida en 1928 por la pintora Eleanor Sackett y su marido, el pintor y poeta Jacobo Sureda. Con la llegada de los Sureda, la casa acabaría convirtiéndose en un centro de reunión de artistas, en el que se darían cita entre los años 1930 y 1935 pintores, músicos y escritores mallorquines y foráneos, como el pianista George Copeland, los pintores Adolf Fleischmann, Ulrich Leman, Pedro Sureda y Francisco Vizcaíno López-Arteaga, la escultora Pazzis Sureda, la galerista Mutter Ey, los escritores Lorenzo Villalonga, Melanie Pflaum e Irving Pflaum, o el editor Joseph Weissenberger. 
Con la prematura muerte de Jacobo Sureda en junio de 1935 y la posterior partida de Eleanor Sackett y su pequeña hija Pilar a los Estados Unidos, Pedro Sureda –hermano de Jacobo- se haría cargo de la finca y alquiló la casa principal al pintor Archie Gittes y a su mujer, la compositora Cicely Foster. La casa aneja quedaría ocupada por la escultora Pazzis Sureda, que rápidamente haría amistad con los Gittes, y conocería –gracias a ellos- al pintor canadiense Frederick O’Hara, con el que mantendría una intensa relación. 
El comienzo de la guerra civil española determinaría la partida de los pintores americanos, quedando Pazzis Sureda como única residente hasta su suicidio en mayo de 1939. 
En 1947, y cumplidos los 18 años, Pilar Sureda Sackett, hija de Jacobo y Eleanor, volvería de forma regular a Ca’s Potecari, hasta que en 1967 se instaló definitivamente, montando allí su estudio de pintura. 
Ca’s Potecari sería uno de los escenarios en los que se desarrolla La Isla del Segundo Rostro, la novela de Albert Vigoleis Thelen. En el libro de Thelen se describen, precisamente, las reuniones de artistas que tuvieron lugar en los años anteriores a la guerra civil española.